# Communauté de communes du Guillestrois
Die Communauté de communes du Guillestrois war ein französischer Gemeindeverband mit der Rechtsform einer Communauté de communes im Département Hautes-Alpes in der Region Provence-Alpes-Côte d’Azur. Sie war nach der Landschaft Guillestrois benannt, wurde am 31. Dezember 2000 gegründet und umfasste acht Gemeinden. Der Verwaltungssitz befand sich im Ort Guillestre.

## Historische Entwicklung
Im Jahr 1965 schlossen sich die heutigen Mitgliedsgemeinden zu einem SIVOM zusammen. Dieser wurde am 1. Januar 2001 in die Communauté de communes du Guillestrois umgewandelt.
Am 1. Januar 2017 wurde der Gemeindeverband mit der Communauté de communes du Queyras zur neuen Communauté de communes du Guillestrois et du Queyras zusammengeschlossen.

## Ehemalige Mitgliedsgemeinden
1. Eygliers
2. Guillestre
3. Mont-Dauphin
4. Réotier
5. Risoul
6. Saint-Clément-sur-Durance
7. Saint-Crépin
8. Vars